# Leptotarsus pedestris
Leptotarsus pedestris är en tvåvingeart som först beskrevs av Alexander 1939.  Leptotarsus pedestris ingår i släktet Leptotarsus och familjen storharkrankar. Inga underarter finns listade i Catalogue of Life.